# Ansamblul urban VII, Timișoara

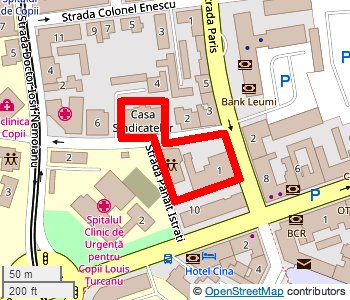
Localizarea și limitele ansamblului

Ansamblul urban VII este o zonă din cartierul Cetate al Timișoarei, declarată monument istoric, având codul LMI TM-II-a-B-06107.

## Descriere
Ansamblul este format din clădirile situate pe str. Dr. Liviu Gabor, nr. 1 și 4 și de clădirea de pe str. Paris, nr. 1. Aceste clădiri au fost construite în perioada interbelică, pe locul contragărzii din fața bastionului Mercy al Cetății Timișoara.

## Clădiri care fac parte din ansamblu
| Poz. | Descriere                                                                                                | Adresă, Coordonate                                                  | Data autorizării/ data terminării, Arhitect | Imagine | Note                    |
| ---- | --- | ------------------------------------------------------------------- | ------------------------------------------- | ------- | ----------------------- |
| 1    | Centrul Cultural German (germană Deutsches Kulturzentrum Temeswar). Starea în 2020: clădire reabilitată. | Str. Liviu Gabor, nr. 1 45°45′14″N 21°13′22″E / 45.7540°N 21.2227°E | sec. al XX-lea                              |         | [ 3 ] [ 4 ]             |
| 2    | Casa sindicatelor din învățământul preuniversitar din județul Timiș. Biserica Deo Gloria                 | Str. Liviu Gabor, nr. 4 45°45′15″N 21°13′21″E / 45.7542°N 21.2224°E | 1924/ 1927 László Székely                   |         | [ 3 ] [ 5 ] [ 6 ] [ 7 ] |
| 3    | Fosta Casă a Oamenilor de Știință. Starea în 2020: în curs de reabilitare.                               | Str. Paris, nr. 1 45°45′14″N 21°13′24″E / 45.7539°N 21.2233°E       | sec. al XX-lea                              |         | [ 3 ]                   |